# مهرجان الدوخلة
تقيم لجنة التنمية الاجتماعية الأهلية بسنابس في جزيرة تاروت مهرجان الدوخلة التراثي خلال أيام عيد الأضحى المبارك لمدة سبعة أيام خلال الفترة من 9 إلى 15 من شهر ذي الحجة، وتقوم اللجنة باطلاق شعار وطابع عام يتغير كل سنة، وترعى المهرجان جهات حكومية رسمية، وجهات أخرى مؤسساتية واعلامية برعايته.
تهدف إدارة المهرجان والمتمثلة في لجنة التنمية الاجتماعية الأهلية بسنابس منذ تأسيسه إلى أن يكون أحد البرامج والفعاليات التراثية والثقافية والسياحية المهمة في المنطقة وعلى مستوى المملكة العربية السعودية، كما أن الرسالة التي يتمحور حولها المهرجان هي ترسية مفاهيم تطبيقية للتوعية والتنمية البشرية في المجالات الثقافية والاجتماعية والصحية والمهنية من خلال الفعاليات والبرامج والأنشطة المختلفة التي تنظم أثناء المهرجان.
بدء تدشين المهرجان عام 1426هـ حيث كان بادرة قام بها عدد من كتاب منتدى «سنابس الثقافي» الإلكتروني. حسب استطلاع أجرته الجهة الإعلامية للمهرجان فإن ما يميز المهرجان هو العمل التطوعي. كما تشير الإحصائيات إلى أن عدد زوار المهرجان بلغ في عام 2013 أكثر من 200 ألف زائر.

## الدوخلة
الدوخلة عبارة تطلق على إناء من خوص النخل يملأ بقليل من التراب والسماد وتتم زراعة البذور فيه مع بداية مغادرة أقارب الأهالي لأداء فريضة الحج قديماً.
في المعجم هي «سفيفة من خوص يوضع فيها التمر والرطب» وتسمى في بعض دول الخليج بـ الحيّة بيّة، واستخدمت في الماضي لتسلية الأطفال الذين سافر آباؤهم لأداء فريضة الحج، حيث يقومون بوضع السماد والتراب فيها وزراعة بعض البذور سريعة النمو، ثم يبدأ الأطفال بريّها والاعتناء بها حتى ينبت الزرع ويترعرع وكان الأطفال يتباهون فيما بينهم بجمال الزرع ونضارته.

## الأهداف
- الاحتفاء بالعيد بشكل جماعي ومنظّم.
- استذكار الموروث الشعبي للمنطقة منطلقاً من المادة التراثية على مستوى الخليج العربي وهي (الدوخلة).
- تنويع المنافذ الاحتفالية الترفيهية والسياحية لأبناء المنطقة والمجاورين لها.
- تشجيع وتنمية المواهب المحلية في جميع المجالات الفنية والرياضية والمسرحية والمهنية.
- تشجيع الإنتاج المحلي للمنطقة من خلال التعريف بالمنتجات والمنتجين.
- تشجيع الشباب والشابات على الانخراط في العمل التطوعي والاجتماعي.
- تطوير وتنمية المهارات الفردية والجماعية للمشاركين في التنظيم والأهالي بشكل عام وذلك من خلال المشاركة في البرامج والفعاليات المختلفة التي يعتمد عليها المهرجان (كالتخطيط، والتنفيذ، والتنظيم والإدارة).
- التعريف بتاريخ وتراث وثقافة المنطقة بشكل خاص والمملكة بشكل عام.

## الفعاليات
يتضمن المهرجان العديد من الفعاليات المختلفة منها:
- بيت القرآن (معرض زيان)
- القرية التراثية
- معرض الأسر المنتجة
- مسرحيات محلية وخليجية
- معرض للسلامة المنزلية
- القهوة الشعبية
- عروض متنوعة
- مسابقات رياضية وثقافية
- ألعاب ترفيهية
- النحت على الرمال

بالإضافة إلى أركان مخصصة للمعارض الفنية المختلفة وأركان التسوق.

## أنشودة الدوخلة
| أنشودة الدوخلة |
| دوخلتي حجي بي..حجي بي..حجي بي لامن يجي حبيبي..حبيبي..حبيبي حبيبي راح مكه.. مكه.. مكه مكه المعموره..معموره.. معموره فيها السلاسل والذهب والنوره... والنوره... والنوره حجيت بش ييمه.. ييمه.. ييمه راويتش قبر محمد.. محمد.. محمد صلوا عليه وآله وآله آله يا ليتها لومية.. مزروعه في البستان يقشرها عبد الله..وياكلها سلمان سلمان يابو جوخة.. يا مراطن العجمان طلو خواتي طلوا.. شوفوا البحر طميان شوفوا شراع ابيي.. ابيض من القرطاس شوفوا شراح العدو.. اسود من الطفو عندي طوير احمر..واسكره بالسكر سكر على سكر وغضارتين صيني.. يارب تهديني واحج بيت الله.. واقرا الفلافيني (الثلاثيني) يا ميگعة المحلب..خليني بتدحلب بدحلب الصواني يا سلوگة العيد..العيد... العيد ودي أبيي ابعيد..ابعيد..ابعيد و حججيه وزورية وجيبيه بالسلامة سلامة الغنامة الغنامة الغنامة |